# الاتصالات في المغرب

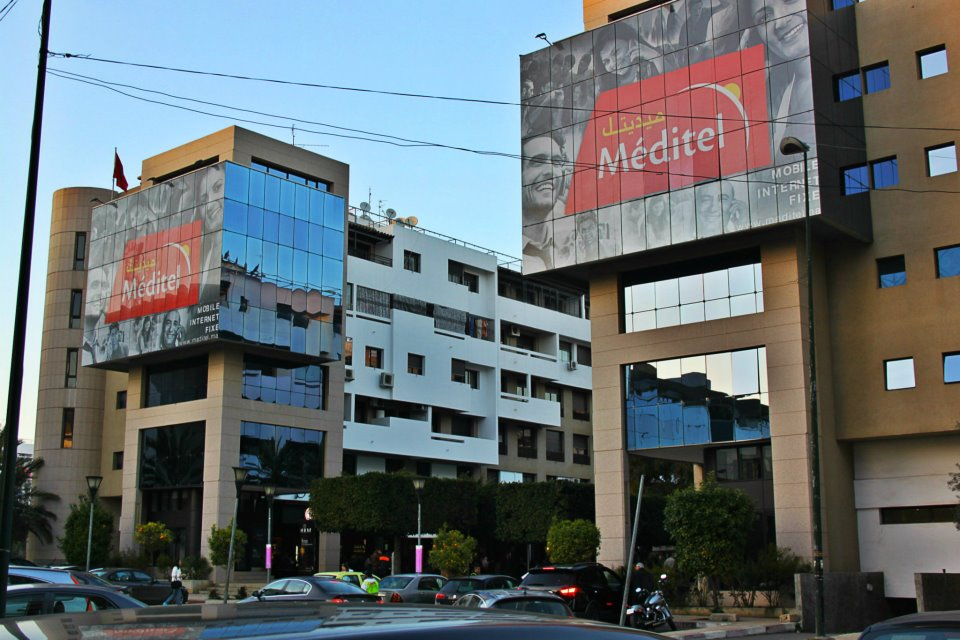
شركة ميديتيل

أدت الاختيارات الاقتصادية الكبرى التي اعتمدها المغرب والتي ارتكزت على الليبرالية والانفتاح على الأسواق الدولية، إلى تحرير قطاع الاتصالات السلكية واللاسلكية وهو ما ساهم في إحداث «ثورة اتصالات» داخل المجتمع المغربي من خلال التطور الهائل في استخدام الهاتف والشابكة (الإنترنت)، وقد تعززت هذه الوضعية مع دخول شركة ثالثة في مجال الاتصالات تدعى ونا.
وتبعا للإحصاءات التي تقدمها الوكالة الوطنية لتقنيي الاتصالات فإن الحضيرة الإجمالية للمنخرطين في الهاتف المتنقل بلغت في مارس 2006 أكثر من 12 ملايين منخرط موزعة بين الفاعلين الأساسيين شركة اتصالات المغرب 66.45% وميديتيلكوم 33.55% من حجم السوق.
وعرف الإنترنت في المغرب تطورا هاما حيث يحتل المرتبة الثانية عربيا بعد مصر بعدد مستخدمين يبلغ 4.6 مليون مستخدم أي ما يعادل 15.1% من السكان.

## شركات اتصالات مغربية
- اتصالات المغرب
- أورنج (توضيح)
- إنوي

## الإنترنت
وفقا لآخر الإحصاءات، ويبلغ عدد الهواتف الثابتة مليون و 300 ألف خط، بينما تزيد عدد الهواتف المحمولة حتى تصل إلى أكثر من 9 ملايين و 300 ألف خط وفقًا لآخر الإحصاءات، وقد حققت هذه الخدمة طفرة ضخمة خلال السنوات القليلة الماضية حيث كانت أعداد المشتركين في هذه الخدمة تقل عن خمسة ملايين مشترك منذ ثلاثة أعوام فقط.
وتسيطر شركة «اتصالات المغرب» على المشهد العام لسوق الاتصالات في المغرب حيث أنها كانت تحتكر تقديم خدمات الهاتف الثابت، بالإضافة لتقديمها خدمات الهاتف المحمول والإنترنت أيضًا، وكانت الشركة حكومية بالكامل حتى عام 2000 عندما صدر قرار بخوصصتها لتقوم شركة «فيفاندي إينفرسال» الفرنسية بشراء حصة كبيرة من أسهمها بلغت 35% قبل أن ترتفع النسبة بعد ذلك.
ولكن وضع سوق الاتصالات في المغرب شهد في عام 2006 انقلابًا كبيرًا بعد حصول شركة «ميدتيل» على ترخيص لتقديم خدمات الهاتف الثابت وهو ما يعني دخولها في مجال تزويد خدمات الإنترنت الذي كانت تحتكره «اتصالات المغرب» رغم وجود عدد من المزودين المستقلين ولكنهم جميعا كانوا يمرون من خلال بوابات الشركة الأم.
عرفت المغرب الشابكة (الإنترنت) في عام 1995 حيث كان عدد مستخدمي الشابكة قليلاً ولكن الأوضاع تغيرت كثيرًا مع تولّي الملك «محمد السادس» الحكم حيث أعلن تأييده للوسيط الجديد وأعلن عن بداية عقد تعليمي يستمر حتى عام 2008 تكون جميع المدارس المغربية خلاله قد ارتبطت بالشبكة (الإنترنت)، ويبدو السبب الأساسي لهذا الاهتمام الرسمي الكبير بالشبكة (الإنترنت) هو المراهنة على استقطاب الاستثمارات الأجنبية فيه وتقدر بعض الإحصاءات الحالية عدد مستخدمي الإنترنت في المغرب بأكثر من مليون و 200 ألف مستخدم، بينما بلغت عدد المواقع المغربية المسجلة على الشبكة أكثر من 10 آلاف موقع. إلا أن إحصائيات أخرى تذكر أرقامًا أخرى أعلى بكثير حيث يذكر شريف اسكندر ممثل جوجول في المنطقة العربية أن العدد يتجاوز ثلاثة ملايين مستخدم حاليًا.

## أهم المحطات
| التاريخ        | الحدث |
| -------------- | --- |
| 1906           | أول ربط هاتفي للمغرب بالنظام العالمي |
| 1924           | إصدار ظهير ملكي قصد نشر احتكار الدولة في كل من الخدمات البرقية، الهاتفية، السلكية واللاسلكية. |
| 1956           | إنشاء وزارة البريد والبرق والهاتف عقب استقلال المغرب |
| 1994           | إدخال خدمات الهاتف النقال في المغرب بمناسبة مؤتمر الغات في مراكش |
| 1996           | خلق شركة Archivex، باستثمار 30 مليون درهم. التي لديها قدرة 300000 حاوية مصممة لتخزين وثائق من نوع A4. |
| 31 أكتوبر 1996 | جلبت مجلت الإيكونومست قرص CD - ROM إلى السوق وافتتح خوادم الهاتف لإعطاء معلومات عن سوق الأسهم ونشرة إخبارية على الهاتف. تضم ال CD-Rom جميع منتجاتها منذ إنشائها. بتكلف ما يقرب من 800,000 درهم، وكان جزء في رعاية Artemis Development Multi-media، وهو شريك في الايكونومست |
| نوفمبر 1996    | مجلة الإيكونومست هي واحدة من المواقع الأولى في المغرب "leconomiste.press.ma". باستثمار الذي وصل ما يقرب من 120,000 درهم في السنة الأولى. حيث تم تتبعه في أوروبا، الولايات المتحدة، كندا وحتى في موريشيوس. |
| 1998           | تم إنشاء اتصالات المغرب لتعويض المكتب الوطني للبريد والهاتف ONPT |
| يوليو 1999     | إنشاء الكونسورتيوم Méditelecom (بقيادة تليفونيكا، البنك المغربي للتجارة الخارجية، وجمع، مجموعة أكوا، وبرتغال تليكوم وCDG) لتستحوذ على الرخصة الثانية لGSM ب 1.1 مليار دولار (أي ما يعادل 10.8 مليار درهم). |
| أغسطس 1999     | بيع أول بطاقات GSM المسبوقة الدفع. |
| 30 يونيو 2000  | عنوان موقع جديد للإيكونومست. حيث تم تحويل مستخدمي الإنترنت "leconomiste.press.ma" إلى "leconomiste.com". ويشمل الموقع الجديد للصحيفة الكاملة التي تُباع في أكشاك الصحف، ولكن مع بعض الابتكارات الرسومية: مزيد من الألوان والصور حيث كلا خدمات مجانية للمستخدمين. وضعت المجلة على شبكة الإنترنت (مجانا) في فترة ما بعد الظهر، حتى لا تنافس المجلة الورقية (غير مجانية) في أكشاك بيع الصحف في الصباح. حاليا، صار تحديث الصحيفة على شبكة الإنترنت في الصباح. حيث يتم وضع الخدمة الثانية على البحث ويب في المحفوظات.                                        |
| 30 يونيو 2000  | أصبح البحث في المحفوظات على موقع الايكونومست مجانا بعد أن كان فقط على أقراص CD وبمقابل مالي. الا انها تعتمد الولوج عن طريق البريد الإلكتروني. وتشكل المجلد لرجال الأعمال أو الباحثين الأكاديميين قصد العثور على قاعدة فريدة من ثماني سنوات من المحفوظات. |
| أغسطس 2000     | عدد المشتركين في نظام الشبكة يفوق عدد أرقام الثابت الممكنة |
| أكتوبر 2000    | المغرب يسير إلى نظام الترقيم الجديد يتكون من 9 أرقام بدلا من 6 و4 مناطق بدلا من 8. |
| ديسمبر 2000    | تستحوذ شركة فيفندي على 35 ٪ من اتصالات المغرب مقابل 23,345 مليار درهم. هذا يجعل المجموعة الفرنسية أكبر مستثمر على الإطلاق، سواء في القطاع العام أو الخاص. ما مكّن المغرب من قلب الوضع الغير موات لقطاع الاتصالات آنذاك. وقد تم تقييم للاتصالات المغرب بأعلى مما كان متوقعا، مما جعلها مفاجأة سارة، بقدر 6 مليارات دولار. حيث لم تكن تتجاوز 2.9 مليار دولار في يوليو 1999. بلغت قيمة الشركة في مارس 2000 ب4,2 مليار لتصل إلى 5.8 مليار دولار في سبتمبر من نفس السنة.                                                                                     |
| مارس 2001      | منظمة Apebi تقدم عرضا مهما لرئيس الوزراء المغربي |
| أبريل 2001     | E - عقدت ندوة من طرف Symposium E-Maroc لمناقشة احتياجات القطاع وتوقيع الاتفاق الإطاري ملزمة للCGEM إلى أمانة الدولة لشؤون البريد والاتصالات السلكية واللاسلكية وتكنولوجيا (وزارة ملحقة) |
| أبريل 2001     | تخدم شركة اتصالات المغرب أكثر من ثلاثة ملايين مشترك للهاتف النقال. بينما تخدم مجموعة Méditelecom 1 مليون مشترك. |
| سبتمبر 2001    | إنشاء شركة Mercure.com من قبل مجموعة أونا. وهي مخصصة لهندسيات جهاز الكمبيوتر وتطوير البرمجيات. وقد حدد الفريق العامل بالفعل مجالات محددة للتنمية في مجال تكنولوجيا المعلومات. ما يعني شراكة المهارات، التي تهدف إلى تطوير الخبرات التخصصية للشركات المحلية الصغيرة. |
| 15 يناير 2002  | تم إزالة مصطفى طراب من منصبه على رأس ANRT (الوكالة الوطنية لتنظيم الاتصالات السلكية واللاسلكية). وكان منظما قويا يتصرف بعيدا عن التدخل السياسي. ما لم يرق، على ما يبدو، للسبتي (وزير الدولة للبريد والاتصالات وتكنولوجيا المعلومات) الذي سعى إلى التحكم السياسي في المجال. هذا دفع الطراب للاستقالة بدلا من المعانات تحت ضغط الوزارة. وكان الطراب قد عُين مديرا للوكالة في ضوء ANRT من طرف الملك الحسن الثاني في فبراير 1998. |
| 16 يناير 2002  | إنشاء موقع Andaloo.com لقطاع الاعمال. برأس المال من 3.8 مليون درهم، والمساهمين الرئيسيين في الشركة هم البنك التجاري المغربي BCM عبر مجموعته Attijari Capital (60%)، وGroupe Caractères للنشر (25 ٪) وagence Media Consulting (ما يقرب من 10 ٪). |
| 22 يناير 2002  | بعد بيع 80 ٪ من حصتهم في Mercure.com ل NTI التابعة لأونا، باعت نيتكوم تكنولوجيز 20 ٪ المتبقية لمجموعة سيتيكوم Siticom، الشركة الفرنسية الكبرى، والمتخصصة في مجال الاستشارات والخدمات في الشبكات والاتصالات السلكية واللاسلكية. |
| 29 يناير 2002  | Archivex الرائدة في مجال الأرشفة في المغرب، تطلق نظام أرشفة التكنولوجيا. الإدارة الإلكترونية للمعلومات والوثائق للشركات (GEIDE) يسمح في الحد من الوثائق داخل الشركة والاستشارات الفورية المستندات الممسوحة ضوئيا. |
| 30 يناير 2002  | عقد الدورة 11 من معرض سيت اكسبو 2002 في الدار البيضاء من 30 يناير إلى 2 فبراير. وهو معرض متخصص للشركات NTI. |
| 30 يناير 2002  | ثلث بنايات تكنوبارك الدار البيضاء مشغولة. حيث تضم 37 شركة. أول شرط من شروط الوصول إلى أماكن العمل في تكنوبارك هو بالطبع النشاط في قطاع تكنولوجيا المعلومات والاتصالات. بالاستفادة من سعر تفضيلي (50 درهم للمتر²)، عمر الشركة يجب أن يكون أقل من سنتين، ويبلغ رأس المال أقل من مليون درهم ولا تُكترى للمجموعات الشركاتية. |
| 6 فبراير 2002  | Vingt ONG sont initiées aux NTIC par deux experts américains. John Aravosis et Alice Lloyd, animent un séminaire de formation sur la création de pages Web. Objectif: permettre à des ONG marocaines oeuvrant dans le domaine de la femme et de l'enfant de s'ouvrir sur le monde d'Internet. |
| 11 فبراير 2002 | Le réseau Marwan, réseau d'interconnexion des établissements de formation est mis en service. Il relie 16 villes. Ces établissements relèvent de trois ministères: l'Education nationale, l'Enseignement supérieur et la Formation professionnelle. La facture de l'installation des équipements, estimée à 19,47 millions de DH, a été payée à Maroc Telecom par. Le marché de la mise en place des équipements a été exécuté par le groupement Intelcom/Interdata suite à un appel d'offres lancé en septembre 1999.                                 |
| 11 فبراير 2002 | Le Carrefour de l'emploi, durant le Sit Expo 2002, a enregistré près de 600 demandeurs d'emploi, principalement dans le domaine des nouvelles technologies de l'information. |
| 20 فبراير 2002 | Les cinq partenaires euro-méditerranéens sont disponible sur le Net. Il s'agit du Maroc, l'Algérie, l'Egypte, la Jordanie et la Tunisie. Voir :www//europa.eu.int/comm/external_relations/euromed. Le document régional de stratégie 2002-2006 et le programme indicatif régional 2002-2004 du partenariat euro-méditerranéen peuvent être consultés sur le site Internet de la Commission européenne |
| 20 فبراير 2002 | Le fournisseur d'accès Internet Wanadoo lance son service d'abonnement en ligne en partenariat avec l'opérateur de commerce électronique Maroc Telecommerce. Grâce à ce service, il est possible désormais d'acheter un forfait en nombre d'heures de connexion à Internet avec un paiement par carte bancaire marocaine |
| 28 فبراير 2002 | Technopark Casablanca abrite les Premières Rencontres Multimédias d'Affaires du 28 février au 1 mars. Près de quarante sociétés françaises et marocaines se sont donné rendez-vous sous l'égide de «E-3M Maroc Marseille Multimédia». Lors de ces rencontres, plusieurs conférences, et ateliers ont traité des sujets divers tels que l'intelligence territoriale, le Webmarketing, ou encore la recherche sur l'imaginaire collectif, des médias spécialisés en NTIC…                                                                                |
| 26 مارس 2002   | Participation marocaine à la Semaine européenne des technologies de l'information (SETI 2002), du 26 au 28 mars 2002 (SETI 2002) à Paris. Quelques 17 entreprises marocaines leaders dans leurs secteurs d'activité ont présenté leurs produits et services. La réussite de l'édition 2002 a eu pour conséquence la reconduction de la participation marocaine à l'édition 2003. On parle déjà de 30 à 40 entreprises intéressées. |
| 7 مارس 2002    | Le cabinet BVQI France (Bureau Veritas Quality International) a mis sur pied un programme Webvalue, le premier programme international de certification de sites Internet. L'objectif de la démarche est entre autres la fidélisation des utilisateurs et leur satisfaction durable ainsi que l'amélioration continue des services et la maîtrise des risques Internet. L'obtention de la certification est matérialisée par l'affichage sur la page d'accueil des sites d'un sceau d'excellence Bureau Veritas Webvalue.                              |
| 8 مارس 2002    | Accord entre l'ONA et le groupe GFI Informatique à Casablanca. Il se solde par la création d'une société holding, GFI Maroc, détenue à par égales par Mercure.com et le groupe GFI Informatique. |
| 22 مارس 2002   | Maroc Telecom doit suspendre ses offres forfaitaires “Famille et amis”, jusqu'à ce qu'il les reformule de manière à rééquilibrer la concurrence avec les fournisseurs de service Internet. Il s'agit d'une concurrence déloyale. C'est ce qu'a décidé l'ANRT, dans une décision rendue le 8 mars et ce, après une plainte déposée par Wanadoo, la filiale marocaine de France Télécom |
| 4 أبريل 2002   | Symposium national sur «La réforme des télécoms-An III». Organisé par la Fédération de l'informatique, des télécoms et de l'audiovisuel de la CGEM (FITAV), le Symposium a fait salle comble. Il s'est tenu sous le thème «Réforme des Télécoms: An III, que retenir? que prévoir? ». |
| 8 أبريل 2002   | Bassim Jaï Hokimi, polytechnicien de 42 ans, prend la tête du premier groupe privé marocain, l'ONA, suite au Conseil d'administration. Le nouveau PDG conduira les destinées d'un holding employant près de 25.000 personnes et qui pèse plus de 20 milliards de dirhams. Jaï Hokimi arrive à un moment où l'ONA poursuit son plan de développement 2001-2003. L'ONA veut revenir dans les NTI, après en être sorti, en cédant ses participations dans 2m, Alcatel, IBM. L'ONA avait créé un pôle technologie de l'information au début des années 90. |
| 15 أبريل 2002  | La deuxième MJE (maison de la jeune entreprise), à Casablanca, a été inaugurée par Ahmed Lahlimi Alami, ministre de l'Economie sociale, des PME et de l'Artisanat chargé des Affaires générales du gouvernement. Dédiée aux NTIC, son siège se trouve au Technopark de Casablanca. |
| 15 أبريل 2002  | Sous le thème «Internet au Maroc: 10 millions d'internautes, comment...?», le VIe Forum des communications, Forcom 2002 s'est tenu au Technopark de Casablanca. Bon nombre des participants ont soulevé l'aspect utopique de l'échéance 2010 et la barre des 10 millions qui est devenue l'idée fixe du tourisme comme des nouvelles technologies. |
| 17 أبريل 2002  | Une vingtaine de réformes ont été arrêtées à l'issue de la clôture de la sixième édition du Forum des Communications (Forcom). Objectif: dynamiser les nouvelles technologies de l'information. Sensibiliser les différentes groupes de la population à l'usage d'Internet pour éviter le fossé numérique, améliorer le contenu du Net ou encore mobiliser partis politiques et ONG aux enjeux de la société du savoir. |
| 24 أبريل 2002  | Mettre les banques arabes au goût des NTIC est l'objectif du séminaire sur la monétique. Il est organisé du 24 au 26 avril à Casablanca par l'Union des banques arabes. Dans le monde arabe, l'usage des modes traditionnels en matière de monétique comme le chèque, reste jusqu'ici le plus dominant. Les entreprises marocaines sont des intervenants internationaux en monétiques: M2R, S2R, Hig tech Payment systems |
| 2 مايو 2002    | الوزير الياباني للشؤون الإدارية، الشؤون الداخلية والبريد والاتصالات السلكية واللاسلكية،Toransuke Katayama، في زيارة إلى المغرب تستغرق اربعة ايام. بهدف العثور على فرص التعاون بين البلدين في مجال الاتصالات السلكية واللاسلكية مع نظيره المغربي نصر حجي.. |
| 11 مايو 2002   | بمناسبة معرض السيارات AUTO-EXPO، Hp+e رفيق لحلو موقع Tomobile.NET الذي نشر أنه تم بيع أكثر من 600 السيارات المستعملة من خلال الموقع. Tomobile.net هو الموقع الوحيد الذي يتخصص في السيارات بالمغرب (1000 صفحة). تم إنشاؤه في نوفمبر 2000. وقد تم تصميم موقع آخر للسيارة ووضع على الإنترنت، لكنه ليس هي الخدمة التنفيذية اليوم. هو marocautomoto.com. |
| 13 مايو 2002   | Wanadoo lance en exclusivité au Maroc, Wanadoo Protection. C'est un logiciel de filtrage qui permet de bloquer l'accès aux contenus à caractère choquant ou violent de certains sites web. Opérant en six langues, le moteur de recherche de Wanadoo Protection détecte une liste “noire” détaillée de mots-clés, dont la mise à jour est automatique et quotidienne |
| 15 مايو 2002   | Près de 10.000 visiteurs se sont rendus à la caravane du PC de l'étudiant à Agadir. Les représentants de Microsoft co-organisateurs de l'événement avec Fujitsu Siemens computers, ont précisé que l'événement itinérant à l'échelle nationale a nécessité une enveloppe de cinq millions de DH. A Agadir, elle s'est élevée à 700.000 DH. |
| 23 مايو 2002   | دي إتش إل وميديتيل يتشاركان معا في قطاع المراسلة. الأولى من نوعها في أفريقيا، لربط معلومات الانتقال عبر شبكة ميديتل GSM، ببيانات التسليم التي جمعتها شركة دي إتش إل. تطلق أجهزة الموزعين اليدوية تلقائيا إشارة إلى الهواتف النقالة ميديتل للاتصال بقاعدة بيانات مقر DHL. باتصال واحد، يتم نقل جميع المعلومات التي تم التقاطها بواسطة جهاز الكمبيوتر المصغرة في الوقت الحقيقي عبر شبكة DHL في العالم. |
| 29 مايو 2002   | عرض جديد ميديتل NÉO. وهدفه بيع 2000 اشتراكا كل شهر حتى نهاية العام. هذا العرض مكُن الوكلاء لتحقيق وفورات عن طريق تخفيض التكلفة إلى 9 ٪. |
| 6 يونيو 2002   | إطلاق شركة اتصالات المغرب، التي حصلت على 4 ملايين مشترك للنقال، برامج مكافأة الولاء. كلما أكثر المشترك من استخدام الهاتف المحمول، كلما راكم النقاط التي تؤهله للمكافآت أو هدايا مختلفة للاتصال. هو المفهوم Fidelio. |
| 10 يونيو 2002  | ميديتل ومصرف المغرب يقدمان خدمة شحن رصيد الهاتف عبر الصراف الآلي (ATM) |
| 27 يونيو 2002  | اليوم الأخير لسحب طلب الحصول على مناقصة الرخصة الثانية للهاتف الثابت. وتم ترشيح عشرة فاعلين لANRT. لديهم ثلاثة أشهر لتحسين الخدمات التي تقدمها. عدة مجموعات كبيرة مغربية كانت مشاركة: أونا، Méditelecom.. |
| 27 يونيو 2002  | اطلقت شركة اتصالات المغرب المجال للشركات الخاصة لمراكز الاتصال. ويطلق على هذه الخدمات "أرقام الاستقبال" التي تساهم في تطوير السوق لمراكز الاتصال المختلفة في موقع واحد أو مواقع متعددة. ويستند ذلك على الشبكة الذكية للاتصالات المغرب ويسمح بترسانة واسعة من الأرقام (ايكو 0810 المباشرة و0820 مع سعر خاص)، بالإضافة إلى عدد 0800. |
| 2 يوليو 2002   | اطلقت شركة اتصالات المغرب هيكل جديد للتسعير (الهاتف الثابت). وتستند أسعار الفائدة على حجم ومدة التبديل. الغرض من هذه التسعيرة الجديدة هي الامتثال لتنظيم ANRT في نسبة معينة من السوق المحلية، للاستفادة تقنيا من تذاكر الشحن والفواتير، وكذلك التحضير لتحرير سوق الهاتف التابت ضمن أقل من سنة. |
| 2 يوليو 2002   | استقال جان ماري ميسييه، رئيس المجموعة الفرنسية فيفندي يونيفرسال. وكانت المجموعة قد اشترت في ديسمبر 2000، 35 ٪ من اتصالات المغرب بمبلغ 23,345 مليار درهم |
| 3 يوليو 2002   | التوقيع في طوكيو بين المغرب واليابان، على اتفاق حول اطار التعاون الثنائي في مجال الاتصالات. وتهدف الاتفاقية إلى تبادل المعلومات عن السياسات والقوانين الناظمة لقطاع الاتصالات والمعلومات وتعزيز التدريب وتبادل الخبرات والخبراء |